# Dubiaranea setigera
Dubiaranea setigera là một loài nhện trong họ Linyphiidae. Loài này được phát hiện ở Colombia.